# Grammonota nigrifrons
Grammonota nigrifrons är en spindelart som beskrevs av Willis J. Gertsch och Stanley B. Mulaik 1936. Grammonota nigrifrons ingår i släktet Grammonota och familjen täckvävarspindlar. Inga underarter finns listade i Catalogue of Life.